# Englische Badmintonmeisterschaft 2017
Die Englische Badmintonmeisterschaft 2017  fand vom 1. bis zum 3. September 2017 in High Wycombe statt.

## Medaillengewinner
| Disziplin    | Gold                       | Silber                    | Bronze                          |
| ------------ | -------------------------- | ------------------------- | ------------------------------- |
| Herreneinzel | Alex Lane                  | Toby Penty                | David Jones                     |
| Herreneinzel | Alex Lane                  | Toby Penty                | Alex Marritt                    |
| Dameneinzel  | Chloe Birch                | Atu Rosalina              | Kirby Ngan                      |
| Dameneinzel  | Chloe Birch                | Atu Rosalina              | Abigail Holden                  |
| Herrendoppel | Peter Briggs Tom Wolfenden | Ben Lane Sean Vendy       | Matthew Clare David King        |
| Herrendoppel | Peter Briggs Tom Wolfenden | Ben Lane Sean Vendy       | Gary Fox Dean George            |
| Damendoppel  | Lauren Smith Sarah Walker  | Chloe Birch Jessica Pugh  | Jenny Moore Victoria Williams   |
| Damendoppel  | Lauren Smith Sarah Walker  | Chloe Birch Jessica Pugh  | Abigail Holden Freya Redfearn   |
| Mixed        | Ben Lane Jessica Pugh      | Gregory Mairs Jenny Moore | Matthew Clare Victoria Williams |
| Mixed        | Ben Lane Jessica Pugh      | Gregory Mairs Jenny Moore | Callum Hemming Fee Teng Liew    |

## Finalergebnisse
| Disziplin    | Sieger                     | Finalist                  | Ergebnis            |
| ------------ | -------------------------- | ------------------------- | ------------------- |
| Herreneinzel | Alex Lane                  | Toby Penty                | 21–11, 21–17        |
| Dameneinzel  | Chloe Birch                | Atu Rosalina              | 21–17, 21–12        |
| Herrendoppel | Tom Wolfenden Peter Briggs | Ben Lane Sean Vendy       | 21–19, 17–21, 21–19 |
| Damendoppel  | Lauren Smith Sarah Walker  | Chloe Birch Jessica Pugh  | 21–10, 21–10        |
| Mixed        | Ben Lane Jessica Pugh      | Gregory Mairs Jenny Moore | 21–9, 21–11         |